# Kanton Ostschweiz
Die Schaffung eines Kantons Ostschweiz ist ein Vorschlag, der gelegentlich in den Massenmedien und in der Politik der Schweiz diskutiert wird. 

## Gründe und Vorbehalte
Wenn die Forderung nach einem Ostschweizer «Superkanton» vom regional dominierenden Kanton St. Gallen ausgeht, wie es in der Vergangenheit meist der Fall war, kommt bei den übrigen Ostschweizer Kantonen schnell einmal der Verdacht auf, St. Gallen habe «imperialistische» Ambitionen. Insbesondere in den beiden kleinen Appenzeller Kantonen ist – auch historisch bedingt – ein starker Wille zur Selbstbestimmung verankert, der hier zu Vorbehalten führt. Teilweise beginnen allerdings auch andere Kantone, eine Vereinigung anzuregen.
Die Gründe dafür sind vor allem, dass man zu wenig Mitspracherechte auf Bundesebene habe und von der übrigen Schweiz generell zu wenig wahr- und ernst genommen werde. Auch Streitpunkte wie Fluglärm vom Flughafen Zürich oder Krankenkassenbeiträge führten zu den Forderungen. Verwaltungsstrukturen sollen ebenfalls durch die Zusammenlegung effizienter gestaltet werden. Ein anderes Pro-Argument ist, dass sich die verschiedenen Teilgebiete so besser gegenseitig unterstützen könnten.

## Formation
Aus welchen heutigen Kantonen ein neuer Kanton Ostschweiz bestehen würde, ist nicht eindeutig geklärt, klar ist, dass die Kern-Ostschweiz (Thurgau, St. Gallen, Appenzell Innerrhoden und Appenzell Ausserrhoden) eingeschlossen wäre. Weitere mögliche Teile sind der Kanton Schaffhausen, Graubünden und Glarus. Mögliche Namen des neuen Kantons wären Kanton Ostschweiz oder Kanton Bodensee. In Anbetracht des geschichtlichen Hintergrundes käme auch ein namentliches Wiederaufleben des Kanton Säntis in Frage.

## Reaktionen

### Politik
Unterstützende Stimmen kamen besonders aus dem linken Lager (SP), eingeschränkt auch aus der konservativen SVP. Das bürgerliche Lager aus (CVP und FDP) scheint eher gegen die Idee eingestellt zu sein, auch Teile der Konservativen sind gegen die Schaffung eines Kantons Ostschweiz.

### Bevölkerung
Vor allem die Bevölkerung des Kantons St. Gallen scheint der Idee nach ersten Sondierungen aufgeschlossen gegenüberzustehen, was auch damit zusammenhängt, dass St. Gallen mit grösster Wahrscheinlichkeit der Hauptort des neuen Kantons würde; auch würde der Kanton St. Gallen, der Ostschweizer Kanton mit der höchsten Einwohnerzahl, den grössten Einfluss auf die Politik des neuen Kantons ausüben.
Gegenstimmen erklingen hauptsächlich aus dem Appenzellerland, das in einer geeinigten Ostschweiz stark an Bedeutung verlieren würde, teilweise auch aus dem Thurgau, besonders aus dessen westlichem Teil, der sich als integralen Teil der Metropolregion Zürich sieht. Ein weiteres Gegenargument ist, dass man die verschiedenen Mentalitäten der einzelnen Kantonsbevölkerungen nicht zusammenwerfen könne.